# Alstroemeria arnicana
Alstroemeria arnicana är en alströmeriaväxtart som beskrevs av Pierfelice Ravenna. Alstroemeria arnicana ingår i släktet alströmerior, och familjen alströmeriaväxter. Inga underarter finns listade i Catalogue of Life.